# Alex Funke (Pastor)
Alex Funke (* 10. März 1914 in Lomé, Togo; † 12. August 2003 in Bielefeld) war ein deutscher evangelischer Geistlicher und Autor.

## Leben
Funke war ein Sohn des aus Lüdenscheid stammenden Missionars Emil (August) Funke (1873–1923) und dessen Frau Doro geb. Tegtmeyer (geb. 1878 in Bückeburg). Der Vater war im Dienst der Norddeutschen Mission in Togo tätig und hatte seinen zweiten Einsatz 1906 bis 1910 in Amedzofe, wo Alex ältere Brüder Albert (1907–1988, später Missionar in Westtogo, danach Pastor der bekennenden Kirche in Grieben und schließlich Superintendent in Ermsleben) und Emil (1908–1947, später Pfarrer in Tecklenburg) geboren wurden. Emil Funke bemühte sich sehr um die Erforschung der zahlreichen Sprachen Togos und stand in regem Austausch mit Professor Carl Meinhof. Der Bruder Alexander Funke des Vaters (1887–1963) wurde Missionar in Lomé in Togo, wo Emil bei seinem dritten Einsatz (1911–1917) unter anderem unter den Hausa mit ihm zusammenarbeitete, ehe beide kriegsbedingt interniert wurden. In Lomé wurde Alex (nach der Schwester Margarete 1910 in Emden) als viertes von sechs Kindern seiner Eltern geboren.
Nach dem Tod seines Vaters, der zwischenzeitlich Pastor in Canhusen und zuletzt Reiseprediger mit Wohnsitz in Lüdenscheid gewesen war, wuchs Alex im Haus des Onkels Alexander in Bremen auf. Dieser war  Präses der Ewe-Kirche in Togo gewesen, dann aber aus gesundheitlichen Gründen Pastor in Rinteln geworden und nun im Reisedienst des Hannoverschen Gemeinschaftsverbands tätig. Alex kehrte Ende 1924 zurück nach Lüdenscheid und legte sein Abitur 1934 am dortigen Zeppelingymnasium ab. Er studierte in Bethel, Halle, Berlin, Tübingen und Jena Evangelische Theologie. Sein Examen legte er 1940 beim Bruderrat der Bekennenden Kirche ab. Nach kurzer Vikariatszeit in Witten bei Johannes Busch wurde er 1941 zum Wehrdienst eingezogen, geriet 1943 in Tunesien in amerikanische Kriegsgefangenschaft und arbeitete bis 1946 als Pfarrer eines Kriegsgefangenenlagers in den USA. Ostern 1946 setzte er sein Vikariat fort und heiratete im März 1947.
Anschließend arbeitete er im Reisedienst der Evangelischen Studentengemeinde Deutschlands, bis er 1950 als Gemeindepfarrer nach Witten zurückkehrte. 1955 übernahm er die Leitung des Volksmissionarischen Amtes der Evangelischen Kirche von Westfalen in Witten. Von 1965 bis 1968 war er Ephorus des westfälischen Predigerseminars in Soest. Schließlich wurde er Leiter der v. Bodelschwinghschen Anstalten Bethel in Bielefeld. In den Jahren bis zu seiner Pensionierung 1979 modernisierte er die Anstalten durchgreifend.
Funke war auch publizistisch tätig. So verfasste er nicht nur zahlreiche Predigtmeditationen und Beiträge zu Gemeindearbeit und Diakonie, sondern auch Biographien von Pionieren der Diakonie und wöchentliche Beiträge für das westfälische Kirchenblatt Unsere Kirche, die auch in Büchern veröffentlicht wurden.
1981 wurde er zum Ehrenbürger von Bielefeld ernannt.

## Schriften (Auswahl)
- Älter werden – aber wie? Luther-Verlag, Bielefeld 2002.
- Mit einer Alzheimer-Kranken leben. Ein Erfahrungsbericht. Luther-Verlag, Bielefeld 1998.
- Mitgedacht. Diakonische Zeitgenossenschaft. Luther-Verlag, Bielefeld 1994 (Autobiographie).
- Eva von Tiele-Winckler. „Mutter Eva“. Wittig, Hamburg 1981.
- Friedrich von Bodelschwingh. Der Vater. Wittig, Hamburg 1980.
- Genau genommen. Schriftenmissions-Verlag, Gladbeck 1974.
- Bethel zwischen gestern und morgen. Verlagshandlung der Anst. Bethel, Bethel bei Bielefeld 1973.
- Kommt her, ihr seid geladen. Die Wegweisung der Arnoldshainer Thesen für das Verständnis des Herrenmahls. Schriftenmissions-Verlag, Gladbeck 1966.
- Die mitarbeitende Gemeinde. Gütersloher Verlags-Haus G. Mohn, Gütersloh 1959, 31962.
- Wir haben so viel, wie wir glauben. Schriftenmissions-Verlag, Gladbeck 1959.
- Die Gemeinde, wie sie entsteht, wie sie lebt, wie sie sich bewährt. Schriftenmissions-Verlag, Gladbeck 1958.